# Witalij Bubon
Witalij Stepanowycz Bubon (ukr. Віталій Степанович Бубон, ur. 20 lipca 1983) – ukraiński judoka. Olimpijczyk z Aten 2004, gdzie odpadł w eliminacjach w wadze półciężkiej.
Wicemistrz świata w 2005; siódmy w 2007. Startował w Pucharze Świata w latach 2003-2010. Siódmy na mistrzostwach Europy w 2004. Srebrny medalista akademickch MŚ w 2002 roku.

## Letnie Igrzyska Olimpijskie 2004
| Konkurencja | Eliminacje                | Klas. końcowa |
| Konkurencja | Przeciwnik I              | Miejsce       |
| ----------- | ------------------------- | ------------- |
| 100 kg      | Oreidis Despaigne (CUB) P | I runda.      |